# 사뭇쁘라깐주
사뭇쁘라깐주(태국어: สมุทรปราการ)는 태국 중부에 있는 주(창왓)의 하나이다. 서쪽과 북쪽으로 방콕, 동쪽으로 차층사오 주와 인접한다.
수완나품 공항(신방콕 국제공항)이 사뭇쁘라깐 주의 방플리군에 위치한다.

## 어원
사뭇은 산스크리트어로 '바다'를 의미하는 사무드라에서 온 것이고 쁘라깐은 태국어로 '요새'를 의미한다.

## 지리
사뭇쁘라깐은 짜오프라야강이 타이만으로 빠져 나가는 곳에 위치한다. 그래서 주는 종종 태국어로 '강의 하구'를 의미하는 빡남(ปาก)으로도 불린다. 주의 강 서안부는 대부분이 논밭과 맹그로브 숲인데 반해 동안부는 도심과 공장이 있다. 방콕 도시권의 일부로서 도시화가 진행되고 있다. 주는 약 47.2km의 해안선을 가지고 있다.

## 역사
주는 아유타야 왕조 때 설치되었고 행정 중심은 프라쁘라댕에 위치했다. 도시는 시암의 항구이자 해자와 성벽이 있는 안전한 요새였다. 라마 2세는 딱신이 포기했던 마을을 요새화해 다시 착수해 1819년에 사뭇쁘라깐에 새로운 도시를 세우기 시작했다. 짜오프라야강 양안에는 6개의 요새가 세워졌고 강의 섬에는 쁘라사뭇체디 탑이 세워졌다. 현재는 6개의 요새 중에 2개만 남아있다.

## 경제
혼다, 닛산 공장이 있다.

## 행정 구역
주에는 6개의 암프(군)와 더 세부 행정구역인 50개의 땀본 그리고 396개의 무반 (행정 구역)이 있다.
| 1. 므앙사뭇쁘라깐군 2. 방보군 3. 방플리군 | 1. 프라쁘라댕군 2. 프라사뭇쩨디군 3. 방사오통군 |